# Sigurds
Sigurds är en egendom i Kyrkslätt på västra stranden av sjön Humaljärvi, känd sedan 1540. 
Hemmanet låg öde från slutet av 1600-talet fram till tiden efter stora ofreden, ägdes på 1800-talet bland annat av släkterna Kanander och Hoffman samt 1909–1942 av general Walter Holmberg och har sedan dess gått vidare i släkten. Sigurds var i februari 1918 skådeplats för hårda strider mellan en vit frikår, Sigurdskåren, som hade förskansat sig på Sigurds och utgården Ingels, och röda belägrare. I samband med striderna brann den dåvarande huvudbyggnaden ned. Delar av gården (parken, en lund med ek och hassel samt ett myr- och sjöområde) fredades 1974 genom beslut av länsstyrelsen. År 2004 såldes en betydande del av gårdens skog till finländska staten.